# I castighi
I castighi (Les Châtiments - IPA: /lé satimâ/), che nell’editio princeps era privo di articolo (Châtiments) è una raccolta di poesie satiriche di Victor Hugo che è stato pubblicato nel 1853. 
In seguito al colpo di Stato del 2 dicembre 1851 che vide l'ascesa al potere di Luigi Napoleone Bonaparte, Victor Hugo andò in esilio. Questi versi rappresentano, per il poeta un'arma destinata a screditare e rovesciare il regime di Napoleone III a cui Victor Hugo dedica una furia vendicativa e uno sconfinato disprezzo. 
Victor Hugo è solito usare il titolo dell’opera come filo conduttore delle sue raccolte (come in Le Orientali e in Le Foglie d’Autunno) e I Castighi non fa eccezione alla regola.
In una lettera del 7 settembre 1852, indirizzata all’editore Pierre-Jules Hetzel, in cui gli annunciava la scrittura dei Castighi per denunciare il colpo di Stato di Napoleone III, Victor Hugo scrive: « Pensavo fosse impossibile per me pubblicare, in questo momento, un volume di pura poesia. Questo avrebbe l’effetto di un disarmo e io sono più armato e più combattivo che mai. »

## Forma poetica
Le poesie della raccolta assumono diverse forme: la canzone, il dialogo immaginario (Le Bord de la Mer, III, 15), l’alessandrino e i versi brevi e persino l’idillio (Idylle, II, 1)
Victor Hugo sfrutta anche dei toni piuttosto diversi: l’epopea (L’Expiation in cui Hugo mette in scena una vera epopea della caduta di Napoleone I), la stira e l’ironia insieme ad una vera epopea del grottesco, un’epopea “sottosopra” (L’Expiation e Splendeurs, III, 8: Luigi Bonaparte è un nano disonesto che cerca di usare la gloria di suo zio per scopi personali), il poeta fa ricorso anche all’emozione (in Souvenirs de la Nuit du 4 e in Pauline Roland), alla rabbia e all’impeto (in A l’obéissance passive, II, 7 e negli ultimi versi di Nox).
Il poeta evoca dei fatti storici che diventano grandiose epopee dove interviene il meraviglioso (L’Expiation, V, 13)

## Denunce
I castighi si pone il compito di denunciare due crimini: il colpo di Stato del 18 brumaio e il colpo di Stato del 2 dicembre commesso da Luigi Napoleone Bonaparte - il secondo delitto è il seguito del primo (L’Expiation e Fable ou histoire).
Il 18 Brumaio è stato un crimine contro la Francia perché Bonaparte ha preso il potere con la violenza. Il 2 dicembre, invece, è un crimine per la violenza delle repressioni  (Souvenir de la Nuit du 4, II, 3; Pauline Roland, V, 11), perché Luigi Bonaparte è uno spergiuro (aveva giurato fedeltà alla Seconda Repubblica) e perché ha violato le leggi della Repubblica (Nox).
La parola poetica denuncia il delitto parlando. L’atto della verbalizzazione è denuncia (Ultima Verba: anche gli ultimi versi alessandrini sono di denuncia e attacco contro Luigi Bonaparte). 
La parola poetica diventa parola del popolo: Victor Hugo parla ad esempio di una donna il cui nipote è stato ucciso (Souvenir de la Nuit du 4). La parola poetica parla anche per il Popolo, per ridargli coraggio anche nelle prove (escatologia di Lux).

## Poesie dell’espiazione
I Castighi non sono solo un semplice sfogo della rabbia e il racconto dei crimini dei due Bonaparte.
Dio, secondo Victor Hugo, ha permesso che si compisse il crimine e ha inflitto la punizione per permettere l'espiazione. L'arrivo di tempi migliori, della libertà e della fratellanza sarà il risultato «positivo» del crimine, del castigo e dell'espiazione. Victor Hugo sviluppa una grandiosa escatologia politica (ma relativamente vaga) dove la società sarà felice e libera. (in Stella e soprattutto in Lux).
Dietro la denuncia di Luigi Napoleone da parte dell'uomo Hugo (Nox) si trova l'idea che il poeta debba farsi messaggero di Dio e dunque mago (Lux che risponde a Nox): il vero castigo arriva dunque sempre da Dio e il poeta non è altro che il suo intermediario.